# Remix & Repent
Remix & Repent je pětipísňové EP skupiny Marilyn Manson.
Album bylo vydáno 25. listopadu 1997 v průběhu jejich éry spojené s albem Antichrist Superstar. Vyznačuje se remixy skladeb z Antichrist Superstar, živými skladbami zaznamenanými během turné Dead to the World, a akustickou verzí skladby „Man That You Fear“.

## Seznam skladeb
1. The Horrible People – 5:13
2. The Tourniquet Prosthetic Dance Mix (Edit) – 4:10
3. Dried Up, Tied and Dead to the World (Live in Utica, NY) – 4:25
4. Antichrist Superstar (Live in Hartford, CT) – 5:16
5. Man That You Fear (Acoustic Requiem for Antichrist Superstar) – 5:22